# Juho Talvitie
Juho Jaakko Talvitie (* 25. März 2005 in Tampere) ist ein finnischer Fußballspieler.

## Karriere

### Verein
Talvitie begann seine fußballerische Ausbildung bei Tampere Ilves, wo er bis 2021 in der Jugend unter Vertrag war. 2020 absolvierte er bereits ein Probetraining bei Manchester United. In der Saison 2021 kam er bereits im Alter von 16 Jahren zu einem U19-Ligaspiel der Finnen. Im Sommer 2021 wechselte er in die belgische zweite Liga zum Lommel SK. Sein Profidebüt gab er gegen den KVC Westerlo (0:2), als er eine halbe Stunde vor Abpfiff eingewechselt wurde. Im Sommer 2024 folgte dann eine Leihe zu Heracles Almelo in die niederländische Eredivisie und ein Jahr später ging es leihweise weiter zu dessen Ligarivalen NAC Breda.

### Nationalmannschaft
Der Offensivakteur ist seit 2019 im Juniorenbereich des finnischen Verbandes aktiv und debütierte am 4. Juni 2024 auch für dessen A-Nationalmannschaft im Testspiel gegen Portugal (2:4). Im Juni 2025 nahm er mit der U-21-Auswahl an der Europameisterschaft in der Slowakei teil und kam beim Vorrundenaus in zwei Partien zum Einsatz.